# 加拿大皇家空军第400战术直升机中队
加拿大皇家空军第400战术直升机中队（英語：400 Tactical Helicopter Squadron）是加拿大皇家空军第1联队下属的飞行中队，驻地位于安大略省的博登军事基地，主要装备为贝尔公司的“獅鷹”（CH-146 Griffon）运输直升机。